# یوکی میزوتانی
یوکی میزوتانی (انگلیسی: Yuki Mizutani؛ زادهٔ ۱۱ آوریل ۱۹۹۶) بازیکن فوتبال اهل ژاپن است.